# Victoria (telenovela estadounidense)
Victoria es una telenovela estadounidense producida por RTI Televisión  para Telemundo en el año 2007. Es una adaptación de la telenovela Señora Isabel. Está considerada como la telenovela de mayor audiencia en 2008 y una de las producciones más exitosas de Telemundo a nivel internacional.
Está protagonizada por Victoria Ruffo y Mauricio Ochmann, y con la participación antagónica de Arturo Peniche.

## Sinopsis
La señora Victoria Santiesteban de Mendoza (Victoria Ruffo) cumple 50 años y está a punto de celebrar su 25 aniversario de casada con Enrique Mendoza (Arturo Peniche), cuando descubre que su más grande amor le es infiel desde hace dos años con una mujer 20 años más joven que ella, llamada Tatiana (Andrea López).
Esta noticia significa un duro golpe para Victoria quien decide anular cualquier celebración. Poco después debe enfrentar el ser abandonada por su marido, ya que Enrique decide irse a vivir con su amante. Victoria siente que su vida se hace pedazos, no se considera preparada para afrontar la vida sola, ella era una mujer que se había dedicado en cuerpo y alma a atender a su esposo y a sus tres hijos: Paula (Geraldine Bazán), de 22 años, Santiago (Ricardo Abarca), de 20, y Mariana (Laura Perico), de 17.
Hasta ahora había llevado una vida apacible en su cómoda hacienda colonial, mansión que ha pertenecido a los Mendoza durante muchas generaciones. No sólo Victoria tiene que pasar por el dolor de ver a su marido irse con otra mujer, sino que además es señalada por sus hijas, Paula y Mariana, de no haber sido capaz de retener a Enrique a su lado y obligarlo de alguna forma a buscar en otra parte lo que no encontraba en ella. Su único apoyo es Santiago, su hijo varón, quien siempre ha tenido una relación muy tensa con su padre.
Dentro de todos estos sentimientos encontrados y sin ni siquiera imaginarlo, llega a la vida de Victoria un joven de 34 años de edad, Jerónimo (Mauricio Ochmann), quien se enamora de ella y su lucha se convierte en demostrarle a Victoria que el tener 50 años no significa que la vida haya llegado a su final. Por el contrario, cualquier momento es válido para buscar la felicidad y la plenitud.
Además se hablan sobre los problemas que sufren sus hijos, como Paula, quien es la hija preferida de Enrique, ella estudia una carrera hasta que un día se vienen abajo sus planes al estar embarazada de su novio también estudiante. Santiago que tiene que buscar la forma de volverse un cantante y compositor famoso y Mariana quien está involucrada junto con su amiga Elisa (Laura Londoño) en asuntos de drogadicción.
Sin quererlo, Victoria se va enamorando de este hombre maravilloso que desnuda su propia alma buscando la de ella. Además tendrán que luchar contra sus propios hijos. Martín (José Julián Gaviria) un chico de 11 años, hijo de Jerónimo quien desprecia a Victoria pues él piensa que sus papás algún día se pueden reconciliar y Mariana, hija de Victoria, adolescente de 17 años que es muy rebelde y caprichosa quien por su lado odia a Jerónimo. Al enterarse de lo que está sucediendo, Enrique decide retirarle por completo su apoyo económico y no devolvérselo hasta que no olvide esa absurda relación con el joven. Pero para Victoria no se trata de hacerlo por Jerónimo, sino por su propia dignidad. Es así como comienza a asumir su realidad y hacerse cargo de la responsabilidad de con llevar económicamente una casa, responsabilidad que nunca antes había tenido necesidad de asumir.
Victoria no sabe hacer nada, aparte de cocinar comidas gourmet y cómo disponer de una casa a la perfección. Aun así está dispuesta a dar el todo por el mundo tanto por sus hijos como por los demás.
Victoria comienza a tener una relación con Jerónimo, cuando todo parece estar bien Jerónimo tiene un contrato en España, Jerónimo se va después el enamorándose de otra mujer llamada Penélope (Adriana Campos). Pasando 2 años el regresa recordando todo lo ocurrido con Victoria. En esos 2 años, Enrique desea volver con Victoria pensando que fue un error separarse de ella. Cuando Jerónimo llega, la amiga y compañera de Victoria, Camila (Diana Quijano), invita a Jerónimo a su casa, pero en esa momento estaba Victoria que ya se estaba yendo del lugar. Victoria al sentir que todavía ama a Jerónimo después tantos años, abandona a Enrique al enterarse de que tuvo un hijo con Tatiana, y al volver a ser engañada por segunda vez. Luego Tatiana abandona a Enrique porque se ha enterado de que le había mentido, él decía que él había terminado con Victoria y que había puesto a su hijo con Tatiana por encima de todo, pero Tatiana habla con Victoria y se entera de que ella había terminado con él y parecía que ella estaba recibiendo las migajas de amor que un día Victoria recibió. En ese entonces Jerónimo también siente que ama a Victoria, entonces le dice que se va con él a Madrid o termina su relación definitivamente con él. Victoria acepta y se va con él a Madrid a vivir la felicidad y el amor con él.

## Elenco
- Victoria Ruffo - Victoria Santiesteban Madrigal de Mendoza
- Mauricio Ochmann - Jerónimo Acosta
- Arturo Peniche - Enrique Mendoza Prieto
- Andrea López - Tatiana López
- Diana Quijano - Camila Matiz
- María Helena Döering - Helena de Cárdenas
- Javier Delgiudice - Gerardo Cárdenas
- Geraldine Bazán - Paula Mendoza Santiesteban
- Laura Perico - Mariana Mendoza Santiesteban
- Ricardo Abarca - Santiago Mendoza Santiesteban
- Adriana Romero - Valeria Sáenz
- José Julián Gaviria - Martín Acosta Reyes
- Patricia Grisales - Carlota Velandia
- Margalida Castro - Mercedes Madrigal "Memé" Vda. de Santiesteban
- Laura Londoño - Elisa Ortíz
- Andrés Felipe Martínez - Guillermo
- Roberto Manrique - Sebastián Villanueva
- Martha Liliana Calderón - Fernanda Santiesteban Madrigal
- Camilo Trujillo - Arturo Cárdenas
- Ricardo González - Henry
- Paola Díaz - Silvia Reyes
- Sebastián Eslava - Francisco "Pacho" Vélez
- Adriana Campos - Penélope
- Natalia Bedoya - Estrella
- Estefani Gómez - Camarera
- Danilo Santos - Robert
- Víctor Hugo Trespalacios - Elvis
- Lino Díaz -  Federico Rangel
- Julio del Mar - Bernardo Solís
- Daniela Tapia - Diana
- Manuel José Chávez - Andrés Castro
- Fernando Corredor - Sacerdote Lorenzo
- Silvestre Ramos - Franco

## Premios y nominaciones

### TV Adicto Golden Awards
| Año  | Categoría                                                   | Nominados        | Resultado |
| ---- | ----------------------------------------------------------- | ---------------- | --------- |
| 2008 | Premio especial a la superación masculina en un actor joven | Mauricio Ochmann | Ganador   |
| 2008 | Mejor personaje femenino                                    | Victoria Ruffo   | Ganadora  |

## Otras versiones
- Victoria es una adaptación de la serie colombiana "Señora Isabel", realizada en 1993 por Coestrellas, producida por Liz Yamayusa y protagonizada por Judy Henríquez, Álvaro Ruiz y Luis Mesa.
- La productora TV Azteca realizó una adaptación en 1997 titulada "Mirada de mujer", producida por Epigmenio Ibarra y Carlos Payán y protagonizada por Angélica Aragón, Ari Telch y Fernando Luján.
- En 1999, TV Azteca y Argos Comunicación realizaron una versión titulada La vida en el espejo, producida por Marcela Mejia y protagonizada por Gonzalo Vega, Sasha Sokol y Rebecca Jones. Esta adaptación cambio los géneros de los protagonistas y en su lugar contó la historia de un hombre engañado y abandonado por su esposa.
- En 2001, TVI hizo una versión portuguesa llamada Nunca Digas Adeus, protagonizada por Lídia Franco, Tozé Martinho y Nuno Homem de Sá.
- En 2021 W Studios, Televisa y Univision realizan una nueva versión titulada Si nos dejan, producida por Carlos Bardasano y protagonizada por Mayrin Villanueva, Alexis Ayala y Marcus Ornellas.